# Park Narodowy Chizarira
Park Narodowy Chizarira – park narodowy w Zimbabwe. Jego nazwa pochodzi od słowa chijalila, które w języku tonga oznacza „wielką barierę”. Jest czwartym pod względem wielkości parkiem narodowym w Zimbabwe. Ma powierzchnię prawie 1920 km².

## Historia
W roku 1938 ustalono zakaz polowań na obszarze parku, a w roku 1963 ogłoszono go rezerwatem dzikich zwierząt. 1975 roku obszar zyskał status parku narodowego.

## Geografia
Znajduje się w północnej części Zimbabwe. Teren parku położony jest na wysokości od 700 do 1240 m n.p.m. Temperatura w ciągu roku waha się w granicach od 9 do 33 °C. Najwięcej opadów występuje w grudniu oraz styczniu (około 166 mm na cal w ciągu miesiąca).

## Fauna
Na terenie parku można zaobserwować 4 z 5 zwierząt wielkiej piątki afrykańskiej, są to: słoń, bawół, lampart oraz lew. Występują tu także liczne gatunki antylop, między innymi sasabi właściwy, kudu oraz impala. Są tam również liczne siedliska ptaków np.: nikatora żółtorzytnego, oliweczki siwogłowej oraz sokoła maskowego.